# Fernando Lugo
Fernando Armindo Lugo Méndez (* 30. května 1951 v San Solano) je paraguayský politik a laicizovaný katolický biskup a řeholník. V letech 1994-2008 byl biskupem diecéze San Pedro, od roku 2008 prezidentem Paraguaye. Byl zvolen jako kandidát levicové koalice Vlastenecká aliance pro změnu, skončil tím 61 let trvající mocenský monopol strany Colorado. Dne 22. června 2012 byl z funkce odvolán.

## Biskup otcem
V roce 2009 připustil pod tlakem hrozící žaloby o určení otcovství, že je otcem dítěte, které zplodil v době, kdy byl ještě biskupem. Dětí má však možná více, opozice ho proto začala ironicky nazývat „otcem všech Paraguayců".

## Impeachment
Dne 15. června 2012 bylo zabito 17 lidí v potyčce mezi farmáři a policií. Podle některých zdrojů šlo o záminku, na jejímž základě měl být Lugo odstraněn z úřadu. Již 21. června totiž proběhl v Kongresu proces impeachmentu, následujícího dne se opakoval v Senátu. Prezidenti sousedících zemí odmítli způsob, jakým byl Lugo sesazen a přirovnali jej ke státnímu převratu.

## Vyznamenání
- velkostuha Řádu jasného nefritu, Tchaj-wan, 2011, udělil prezident Ma Jing-ťiou[5]